# Deutsche Olympia-Ehrenzeichen

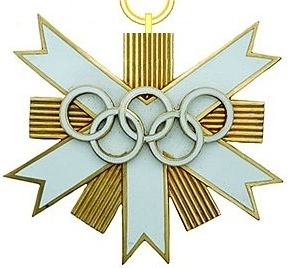
Deutsches Olympia-Ehrenzeichen
in aktuell zulässiger Fassung

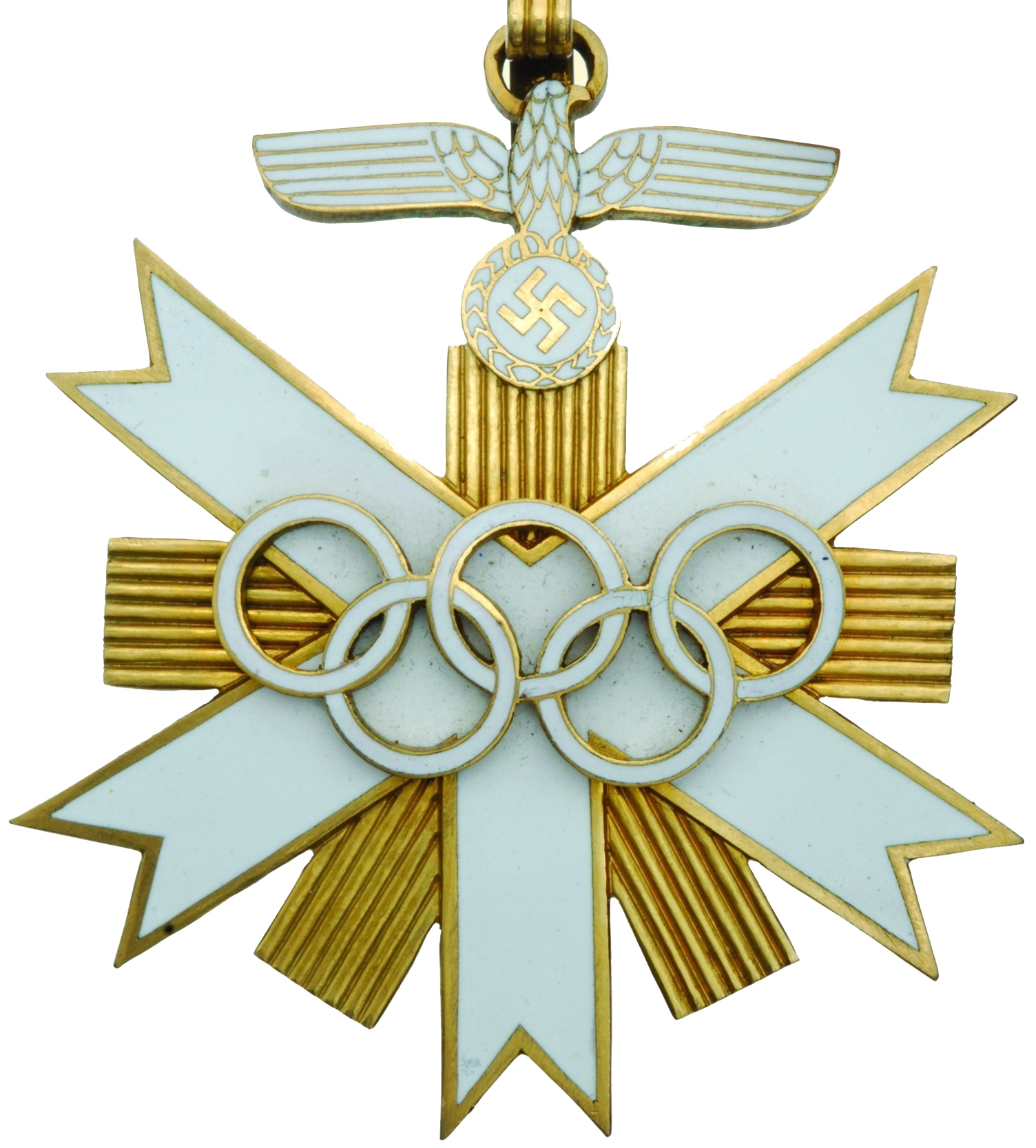
Deutsches Olympia-Ehrenzeichen
in gestifteter Fassung

Das Olympia-Ehrenzeichen wurde durch die Verordnung des Führers und Reichskanzlers Adolf Hitler vom 4. Februar 1936 (RGBl. I 51) als besondere Auszeichnung für Leistungen beim Zustandekommen der Olympischen Spiele 1936 gestiftet und für Verdienste um die Deutschland übertragenen Sommer- und Winterspiele verliehen.

## Ordensklassen
Das Ehrenzeichen existiert in zwei Klassen sowie einer Erinnerungsmedaille für alle anderen Helfer:
- 1. Klasse für ganz besondere Verdienste in der Leitung der Organisation der Spiele
- 2. Klasse für besondere Verdienste in der ausführenden organisatorischen Tätigkeit
- Erinnerungsmedaille für die Olympischen Spiele für verdienstvolle Mitarbeit, die nicht die Voraussetzungen der 1. und 2. Klasse erfüllten.

## Aussehen
Das Olympia-Ehrenzeichen ist ein aus fünf Balken bestehender, weiß emaillierter, goldumrandeter Stern, der von fünf goldenen geriften Strahlen unterbrochen wird. Die Mitte des Sterns trägt die fünf olympischen Ringe. Über dem oberen Strahl schwebt mit ihm verbunden, das Hoheitsabzeichen des Deutschen Reiches in weißer goldumrandeter Emaille. Der Entwurf der Auszeichnung stammt vom Professor Waldemar Raemisch.
Mit der Verordnung vom 31. Juli 1936 (RGBl. I 577) wurde zusätzlich zum Olympia-Ehrenzeichen eine Erinnerungsmedaille für die Olympischen Spiele 1936, die Olympia-Erinnerungsmedaille, gestiftet. Sie zeigt im Avers die steinerne Säule des Olympiastadion Berlin. Darüber sind die 5 olympischen Ringe sowie die Jahreszahl 1936 erhaben eingeprägt. Vor der Säule ist mittig der Reichsadler mit ausgebreiteten Schwingen zu sehen, der in seinen Klauen einen Lorbeerkranz hält, in dem sich ein auf dem Kopf stehendes Hakenkreuz befindet. Auf der Rückseite steht in Großbuchstaben FÜR VERDIENSTVOLLE MITARBEIT BEI DEN OLYMPISCHEN SPIELEN 1936 zu lesen. Darunter befinden Eichenblätter. Die Maße der Medaille betragen 3,6 cm (Höhe), 3,2 cm (Band) (Breite), 3,6 cm (Durchmesser).

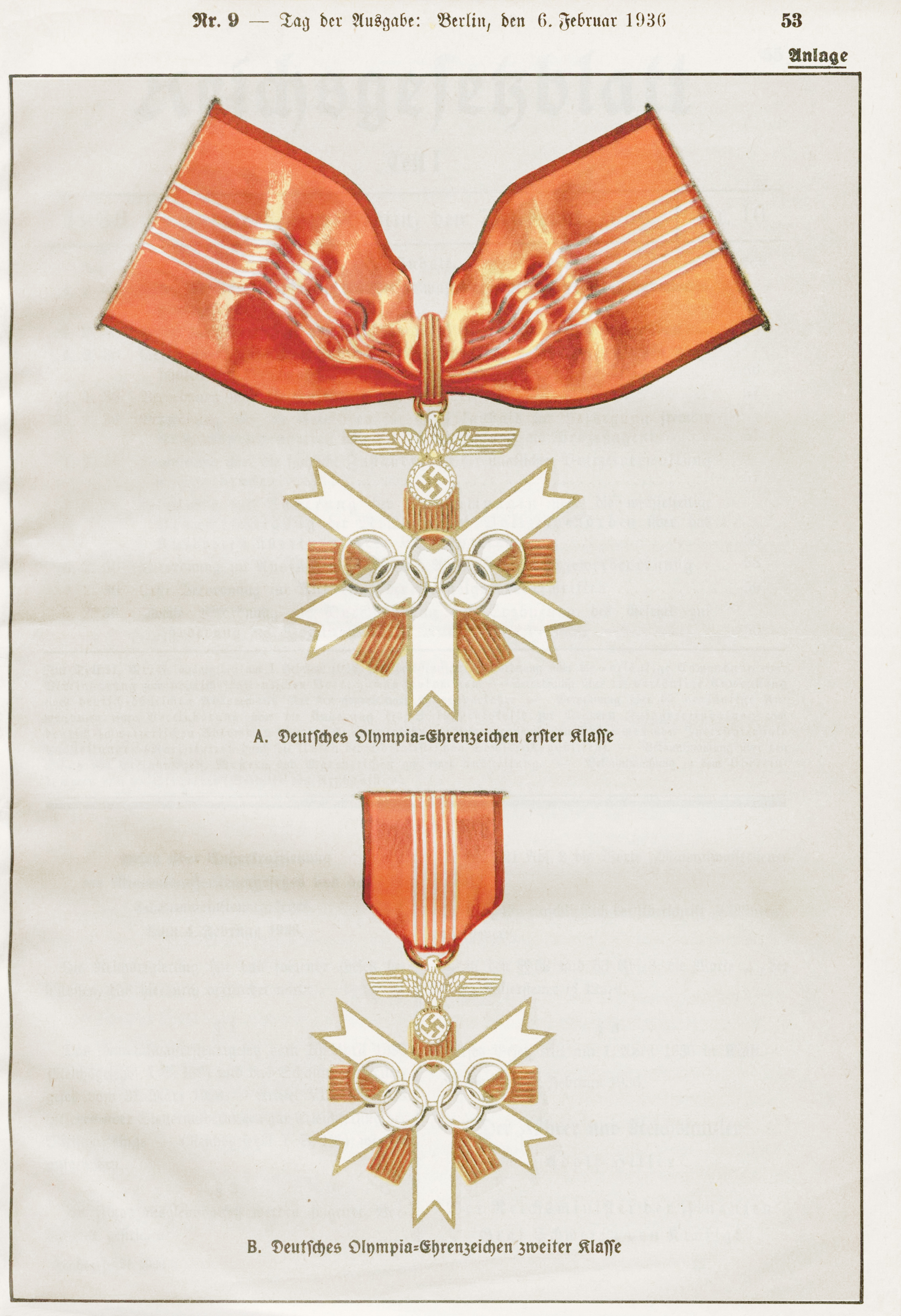
Olympia-Ehrenzeichen 1. (oben) und 2. Klasse
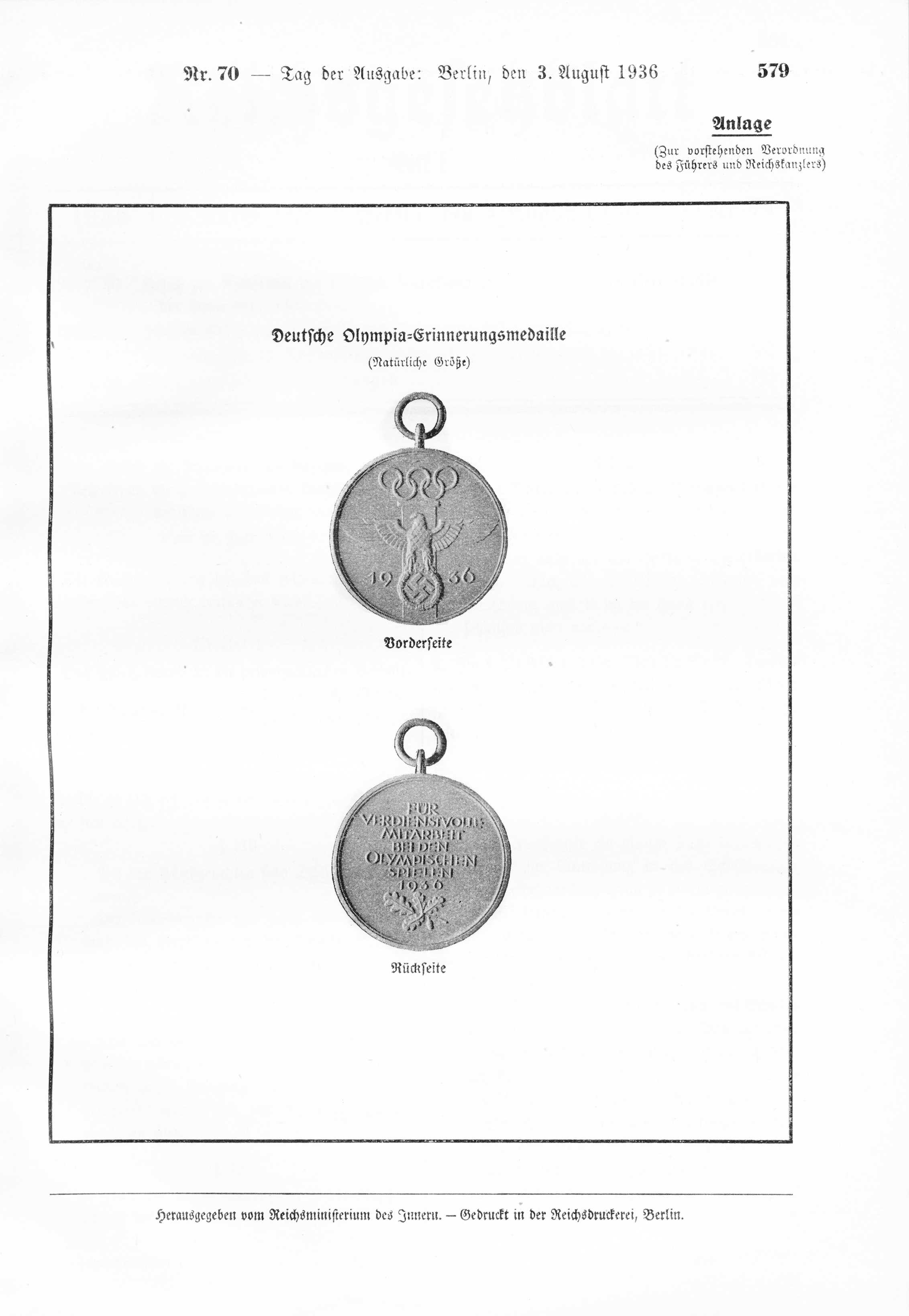
Erinnerungsmedaille (Avers/Revers)
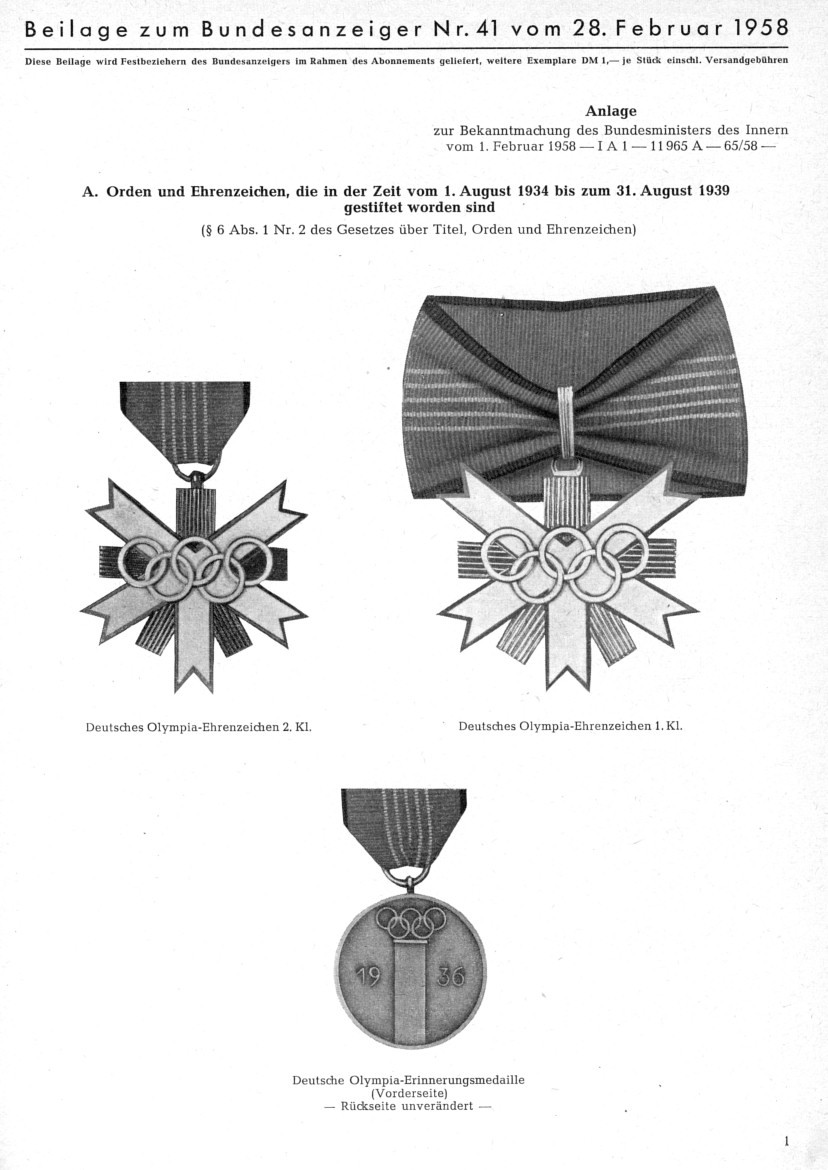
Entnazifizierte Variante ("57er Version")

## Trageweise
Das Ehrenzeichen der 1. Klasse wurde an einem 5 cm breiten ziegelroten, schwarzumrandeten, in der Mitte von fünf weißen Streifen (symbolisieren die fünf olympischen Ringe) durchzogenen Band am Hals getragen. Die 2. Klasse war von gleicher Form und Ausführung, jedoch etwas kleiner gehalten und wurde an einem 3 cm breiten Band von gleicher Ausführung auf der linken Brustseite als Bandorden getragen. Nach dem Tag der Verleihung wurde nur noch die Bandschnalle getragen. Gleiches trifft auf die Erinnerungsmedaille zu. Faktisch war somit auf Anhieb auch keine optische Unterscheidung des Bandes der 2. Klasse und der Medaille an der Bandschnalle des Trägers erkennbar, da aufgesetzte Miniaturen nicht zulässig waren. Erst bei genauerer Betrachtung des Gegenübers waren die etwas breiter gehaltenen Streifen der 2. Klasse identifizierbar.

## Verleihungszahlen
Das Olympia-Ehrenzeichen ist sowohl an In- und Ausländer verliehen worden. Die Verleihung an ausländische Personen war der Tatsache geschuldet, dass die Präsidialkanzlei der Ordenskanzlei nach Abschluss der Spiele mit nachträglichen Verleihungsanträgen förmlich zugedeckt wurde. Es wurden verliehen:
- 1. Klasse: 767-mal
- 2. Klasse: 3.364-mal
- Erinnerungsmedaille: 54.915-mal[2]

## Bekannte Träger der 1. Klasse
- Carl Diem
- Eduard Dietl
- Wolfgang Fürstner
- Joseph Goebbels
- Wolfgang von Gronau
- Reinhard Heydrich
- Werner March
- Georg Schulz
- Hans von Tschammer und Osten
- Karl Tempel

## Sonstiges
Nach dem Gesetz über Titel, Orden und Ehrenzeichen vom 26. Juli 1957 darf die Auszeichnung lediglich ohne nationalsozialistisches Embleme (Reichsadler mit Hakenkreuz) getragen werden.